# Kenkichi Ueda
Kenkichi Ueda (植田 謙吉, Ueda Kenkichi)), né le 8 mars 1875 dans la préfecture d'Osaka et mort le 11 septembre 1962, est un général de l'armée impériale japonaise qui joua un rôle actif dans les conflits frontaliers soviéto-japonais de la fin des années 1930.

## Biographie
Né dans la préfecture d'Osaka, Ueda est diplômé de la 10e promotion de l'Académie de l'armée impériale japonaise en 1898, et de la 21e promotion de l'École militaire impériale du Japon en 1908. Il est affecté à la IXe brigade de cavalerie de la XVIIIe division de l'armée impériale, puis est transféré à la  XVIe division. Il sert dans le corps expéditionnaire déployé par les Japonais en Sibérie en 1918, puis est promu au grade de colonel l'année suivante. Commandant d'un régiment en 1923, Ueda est promu major-général en 1924 et est affecté en tant que commandant à la IIIe brigade de cavalerie. Promu au grade de lieutenant-général en 1928, Ueda devient l'année suivante commandant en chef de l'armée japonaise en Chine jusqu'en 1930. Entre 1930 et 1932, il est commandant de la IXe Division. À ce poste, ses troupes sont impliquées dans la plupart des combats contre les forces chinoises pendant l'invasion japonaise de la Mandchourie. Ueda perd une jambe le 29 avril 1932 à Shanghai, dans une attentat à la bombe mené par le nationaliste coréen Yoon Bong-gil, attentat dans lequel est tué le supérieur de Ueda, le général Yoshinori Shirakawa. 
Ueda retourne ensuite au Japon et est affecté comme officier d'état-major à l'état-major général de l'armée impériale japonaise, avant d'être promu au poste de vice-chef d'état-major de 1933 à 1934. En 1934, Ueda devient le commandant en chef de l'armée japonaise de Corée (1er août 1934 - 2 décembre 1935). C'est à ce poste qu'il est promu au grade de général. En mars 1936, Ueda revient au Mandchoukouo en tant que commandant en chef de l'armée du Kwantung. Après l'échec de la campagne contre l'URSS menée lors de la bataille de Halhin Gol (mai-août 1939), il est rappelé au Japon en septembre 1939. 
En 1939, il occupe encore le poste d'ambassadeur du Japon au Mandchoukouo et est membre du Conseil supérieur de la guerre, mais son échec a signé la fin de sa carrière. Rapidement mis à la retraite, il traverse la seconde guerre mondiale sans occuper de fonctions militaires, et décède en 1962.

## Idéologie
Ueda est un fervent partisan du « groupe d'attaque vers le nord » ou Hokushin-ron qui considère d'une part que le principal ennemi du Japon est le communisme et d'autre part que le destin du Japon est conditionné par la conquête des ressources naturelles du nord du continent asiatique. Ces deux visions soutiennent donc une poussée impériale japonaise contre la Mandchourie, la Chine et l'URSS.
À son poste, Ueda soutient fermement les actions agressives initiées par les officiers de la frontière du Mandchoukouo avec l'URSS et la république populaire de Mongolie conduisant à de violents combats et de lourdes pertes contre les forces soviétiques, d'abord lors de la bataille du lac Khassan, puis lors de la bataille de Khalkhin Gol entre mai et août 1939.
Malgré les résultats désastreux des combats contre les forces soviétiques, Ueda reste inflexible dans son soutien à la politique Hokushin-ron.